# Пурушоттама Даса
Пурушо́ттама Пандит Тхаку́р (IAST: Puruṣottama Pandit Ṭhākura) — кришнаитский святой, живший в Бенгалии в первой половине XVI века Был одним из сподвижников основоположника гаудия-вайшнавизма Чайтаньи Махапрабху и одним из ближайших слуг Нитьянанды. Принадлежит к группе двенадцати кришнаитских святых двадаша-гопал. Описывается, что Пурушоттама постоянно медитировал и служил Нитьянанде. Его сын, Кану Тхакур, также был возвышенным святым. Когда Кану было пять лет, Джахнава взяла его с собой во Вриндавану, где вриндаванские госвами радостно приняли его, узнав в нём святую личность. Пурушоттама Даса известен тем, что сформулировал различные способы пения киртанов.
Согласно гаудия-вайшнавскому богословию, Пурушоттама Пандит вечно служит Балараме в духовном мире, на Голоке как пастушок. В области 64 самадхи во Вриндаване расположено его пушпа-самадхи.